# Polyrhachis textor
Polyrhachis textor é uma espécie de formiga do gênero Polyrhachis, pertencente à subfamília Formicinae.